# Карпас Мойсей Юдович
Мойсе́й Ю́дович Ка́рпас (1852, Вільно — травень, 1917) — власник «Товариства кам'яновугільних та залізних рудників Півдня Росії», «Російського товариства торгівлі цементом», голова представництва «Південно-Російського Дніпровського металургійного товариства».

## Біографічні відомості
У Катеринославі жив з 1881 року. Наприкінці життя — один з найбагатших на той час у м. Катеринославі (у 1917 р. мав статок у 18 млн карбованців).
З 1887 року М. Ю. Карпас — гласний Катеринославської міської думи. За його ініціативою створена Катеринославська біржа.
М. Карпас — активний організатор освіти у м. Катеринославі. Організатор і член попечительської ради Комерційного училища. Співорганізатор Вищого гірничого училища, Вищих жіночих медичних курсів, був серед ініціаторів заснування Катеринославського університету. Брав активну участь в роботі Єврейського Політехнічного інституту.
М. Карпас — меценат. Утримував міську лікарню.
Мойсей Юдович Карпас — активний діяч єврейської громади м. Катеринослава. Очолював  24 єврейські заклади, був членом правління «Хевра Кадиша» і правління Хоральної синагоги. Брав участь у створені єврейської лікарні по вул. Філософській, ряду богоділень для бідних євреїв та ін. Фінансував німецьких євреїв в Ерєц Ісраель. Підтримував ієшиву «Торат Хаім» в Єрусалимі.
М. Ю. Карпас відомий і як опікун культурницьких проектів. Випускав газету «Фрейнд», був одним із засновників Катеринославського літературно-художнього альманаху «Аргонавты» (1918). Коло знайомств М. Ю. Карпаса — відомі письменники, музиканти, художники Катеринослава.
Мойсей Юдович Карпас помер у травні 1917 року. Похований на Новому єврейському цвинтарі. Нині на місці цього зниклого цвинтаря — сквер Л. В. Писаржевського на проспекті Богдана Хмельницького.
Ім'я Мойсея Юдовича Карпаса занесено в «Золоту книгу Ізраїля».